# Pyogenesis
Pyogenesis – zespół muzyczny założony w Niemczech w 1991 r. 

## Muzycy

### Obecny skład zespołu
- Flo Schwarz - śpiew, gitara
- Sophie Rutard - gitara
- Mirza Kapidzic - gitara basowa, śpiew
- Tobias Morrell - perkusja

### Byli członkowie zespołu
- Tim Eiermann - śpiew, gitara
- Joe Proell - gitara basowa
- Pit Muley - perkusja
- Roman Schonsee - gitara basowa
- Wolle Maier - perkusja

## Dyskografia

### Płyty studyjne
- Sweet X-Rated Nothings (1994)
- Twinaleblood (1995)
- Unpop (1997)
- Mono... Or Will It Ever Be The Way It Used To Be (1998)
- She Makes Me Wish I Had a Gun (2002)

### Single
- Rise of the Unholy (1992)
- Sacrificious Profanity (1992)
- Ignis Creatio (1993)
- Waves Of Erotasia (1994)
- Love Nation Sugarhead (1996)
- I Feel Sexy Everyday (2002)

### Demo
- Ode to the Churning Seas of Nar-Mataru (1991)